# Горяны (Жмеринский район)
Горяны (укр. Горяни) — село на Украине, находится в Жмеринском районе Винницкой области.
Код КОАТУУ — 0520282809. Население по переписи 2001 года составляет 305 человек. Почтовый индекс — 23015. Телефонный код — 4341.
Занимает площадь 1,371 км².
До 17 июля 2020 года находилось в Барском районе Винницкой области.